# Kerncentrale Kalinin
Kerncentrale Kalinin ((ru)  Калининская АЭС uitspraakⓘ, КАЭС, KAES) ligt bij de stad Oedomlja, ongeveer 200 kilometer ten noordwesten van Moskou.
Eigenaar en uitbater is het staatsbedrijf Rosenergoatom. De centrale voorziet een groot deel van de elektriciteitsbehoefte van de regio Tver, en kan bovendien leveren aan de elektriciteitsnetten van de steden Moskou, Sint Petersburg en Vladimir. Twee VVER-1000/V-338 en twee VVER-1000/320 drukwaterreactoren zijn in de centrale actief.
| Reactorblok | Reactortype      | Vermogen | Begin bouw | Inbedrijfsname |
| ----------- | ---------------- | -------- | ---------- | -------------- |
| Kalinin - 1 | drukwaterreactor | 950 MW   | 1977       | 1985           |
| Kalinin - 2 | drukwaterreactor | 950 MW   | 1982       | 1987           |
| Kalinin - 3 | drukwaterreactor | 950 MW   | 1985       | 2005           |
| Kalinin - 4 | drukwaterreactor | 950 MW   | 1986       | 2011           |

Er zijn plannen om naast deze centrale Kalinin een opvolger te bouwen: kerncentrale Tver.